# Distrito de Yantian
Distrito de Yantian (盐田区) é uma distrito da cidade de Shenzhen, da Provincia de Guangdong, na China, tem cerca de 220 mil habitantes.